# Eugeniusz Cnotliwy
Eugeniusz Cnotliwy (ur. 8 grudnia 1932 w Miłosławiu) – polski archeolog; specjalista w zakresie przedmiotów wczesnośredniowiecznych wykonanych z kości i poroży.

## Życiorys
Urodził się 8 grudnia 1932 w wielkopolskim Miłosławiu. Absolwent Liceum Ogólnokształcącego im. Henryka Sienkiewicza we Wrześni (matura 1951). Następnie studiował na kierunku historia kultury materialnej na Uniwersytecie im. Adama Mickiewicza w Poznaniu. Pracę magisterską pt. Przedmioty z rogu i kości z okresu wczesnośredniowiecznego z Kruszwicy napisaną pod kierunkiem Witolda Hensla obronił w 1955. W latach 1955–1967 zatrudniony w Stacji Archeologicznej Instytutu Historii Kultury Materialnej Polskiej Akademii Nauk w Wolinie, początkowo jako asystent, następnie jako adiunkt. Od 1967 kierownik Pracowni Archeologiczno-Konserwatorskiej Państwowego Przedsiębiorstwa Pracownie Konserwacji Zabytków w Szczecinie. W 1970 uzyskał stopień doktora na podstawie pracy pt. Rzemiosło rogownicze na Pomorzu wczesnośredniowiecznym napisanej pod kierunkiem Jana Żaka i obronionej na uniwersytecie w Poznaniu. W latach 1994–1997 pełnił funkcję kierownika Działu Archeologii Muzeum Narodowego w Szczecinie.